# Halte Venhuizen
Halte Venhuizen (telegrafische code: vez) was een halte aan de voormalige Tramlijn Hoorn - Bovenkarspel Grootebroek in de plaats Venhuizen. De halte was geopend van 2 december 1913 tot 1935. Het stationsgebouw is nu in particuliere handen en is nu een woonhuis.

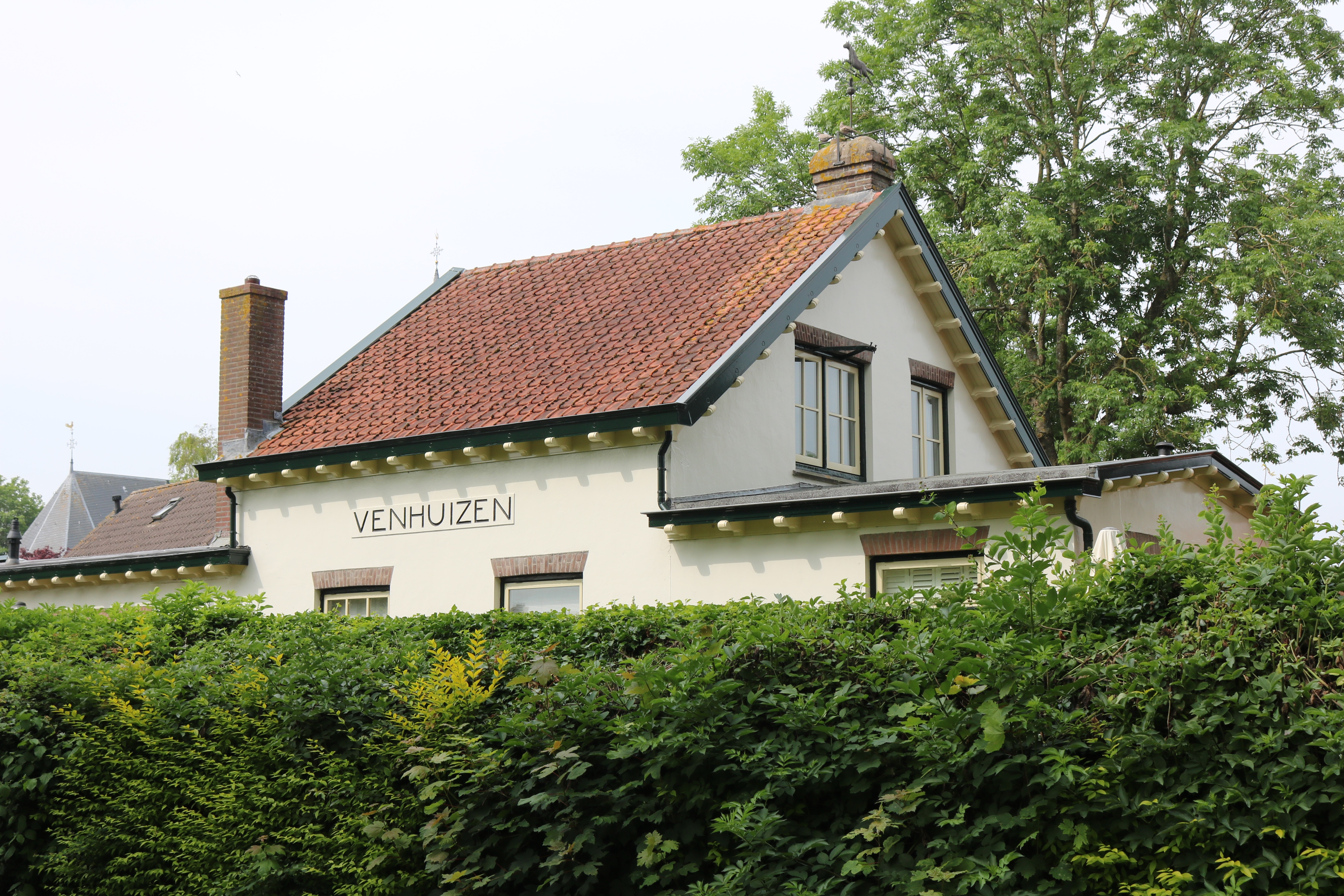
Halte Venhuizen
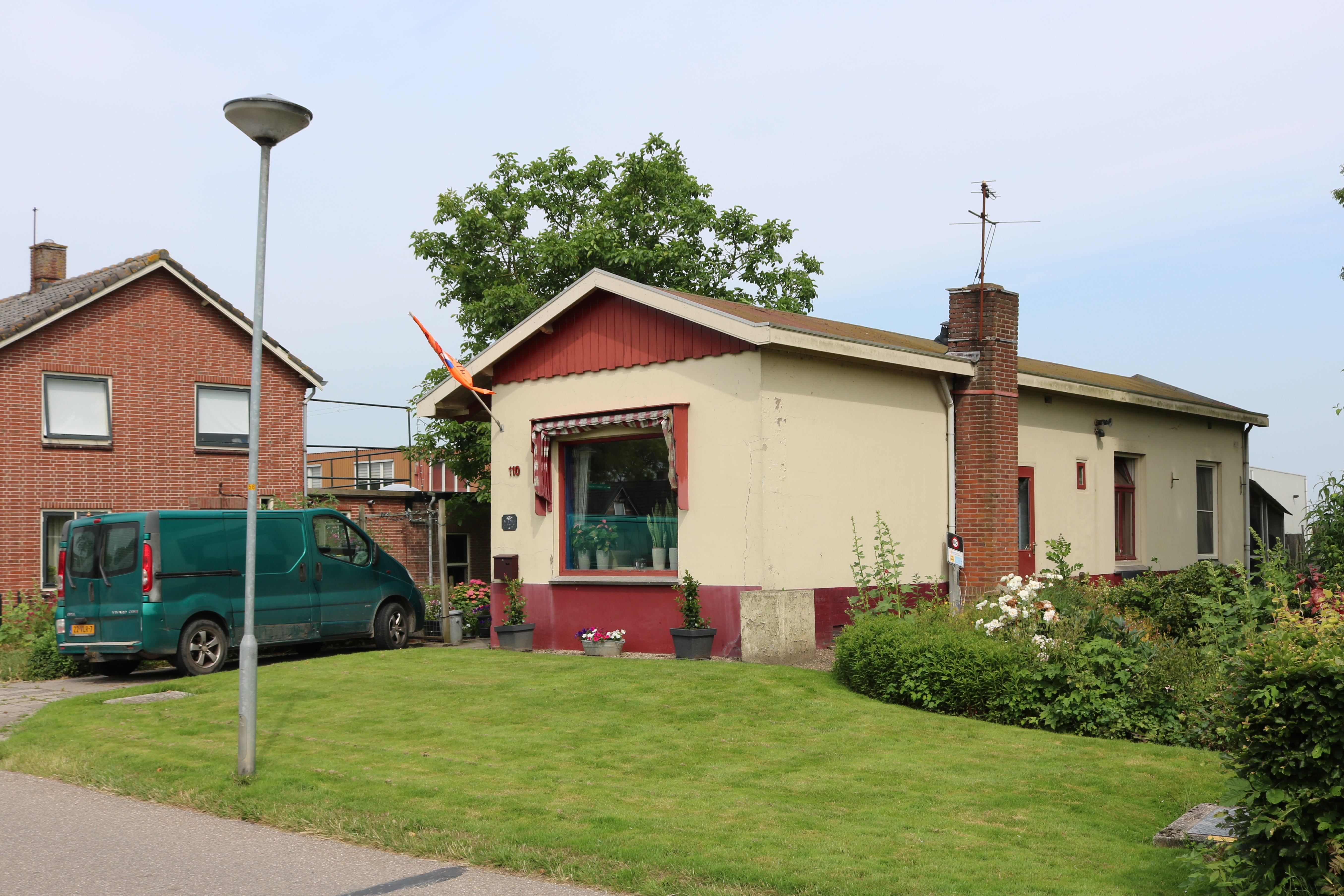
Halte 't Buurtje, ten noorden van Venhuizen